# نوبو کاواگوچی
نوبو کاواگوچی (انگلیسی: Nobuo Kawaguchi؛ زادهٔ ۱۰ آوریل ۱۹۷۵) بازیکن فوتبال اهل ژاپن است.
از باشگاه‌هایی که در آن بازی کرده‌است می‌توان به باشگاه فوتبال توکیو و باشگاه فوتبال جوبیلو ایواتا اشاره کرد.